# Batalla Aérea de Samurra
La Operación Samurra fue una operación de la Fuerza Aérea Iraquí durante la Guerra del Golfo para involucrar de manera decisiva a los F-15C de la USAF utilizando aviones MiG-25PD, y romper el "muro" de los F-15 que la Coalición había establecido a lo largo de la frontera de Irak con Irán. Demostró la última operación ofensiva real de la Fuerza Aérea Iraquí antes de dejar en tierra sus activos aéreos en un intento de preservarlos para uso futuro. A través de una cuidadosa planificación y coordinación, dos cazas MiG-25 atrajeron con éxito a dos cazas estadounidenses F-15 con la guardia baja y los enfrentaron en un combate aéreo. Después de varios minutos de maniobras aéreas y varios misiles disparados, los jets iraquíes regresaron a la Base de la Fuerza Aérea de Tammuz sin daños, y los F-15 regresaron a Arabia Saudita, aunque con uno dañado.

## Preludio
Para el 19 de enero, el liderazgo iraquí se había dado cuenta de que no podían involucrar abiertamente a las fuerzas aéreas de la coalición. Saddam Hussein había ordenado que la mayoría de sus activos aéreos se conservaran dentro de búnkeres en un intento de salvarlos para su uso futuro contra la coalición. En consecuencia, las misiones de la Coalición comenzaron a atacar hangares y refugios de aviones para destruir a la Fuerza Aérea Iraquí en tierra. Entre el 17 y el 27 de enero, 117 aviones iraquíes fueron destruidos en tierra. Saddam ordenó a su fuerza aérea que evacuara sus aviones a Irán temporalmente, para usarlos en futuras incursiones (Irán, en cambio, internó el avión).
Volando en vuelos de cuatro, el avión militar iraquí se retiró hacia el este a través del país y viajó a través del espacio aéreo de Bagdad debido a sus pesadas defensas aéreas. Para contrarrestar esto, la Fuerza Aérea de EE. UU. Estableció un "muro" de F-15 a lo largo de la frontera con Irán para derribar cualquier avión que intentara huir. Con el fin de facilitar la retirada de su fuerza aérea, Irak trató de derribar estos patrullas F-15.

## Plan
La planificación de la Operación Samurra comenzó el 18 de enero, cuando la Fuerza Aérea Iraquí se vio reforzada por una operación exitosa la noche anterior a la cual interceptaron varios "Cuervos" EF-111 que estaban atascando los radares iraquíes. Posteriormente, los artilleros antiaéreos iraquíes pudieron causar estragos en una serie ahora desprotegida de bombarderos F-15E.
El plan implicaba tener dos aviones MiG-25 de diferentes direcciones vectorizados en un grupo aislado de F-15. Si los F-15 intentaran atacar a uno de los MiG, el otro estaría en una posición de flanqueo que le permitiría derribar los F-15 más fácilmente. Irak no evacuó a sus MiG-25 "Foxbats" para retenerlos para esta misión. La Coalición de Monitoreo de frecuencias AWACS y F-15, las fuerzas iraquíes esperaron a que la situación apropiada comenzara la operación.

## Batalla
Finalmente, el 30 de enero, una unidad de inteligencia iraquí interceptó las comunicaciones de que una de las patrullas, "Xerex 31", se acercaba al "combustible de bingo", lo que requería una hora y media de ida y vuelta a un camión cisterna. Esto dejó solo dos aviones F-15, "Xerex 33" pilotado por el Capitán de la Fuerza Aérea de EE. UU. Thomas Dietz, y otro por el Primer Teniente Robert Hehemann, en el área. Reconociendo la oportunidad, dos MiG-25 fueron revueltos desde dos bases aéreas separadas. El capitán Mahmoud Awad despegó de la base aérea de Qadessiya, mientras que el capitán Mohammed Jassi as-Sammarai despegó de la base aérea de Tammuz. Después de atacar a un objetivo falso, ambos pilotos fueron dirigidos a Dietz y Hehemann por el control de tráfico aéreo iraquí.
Los dos vuelos se enfrentaron de inmediato, con Hehemann disparando dos misiles, uno de los cuales fue un fracaso. Al mismo tiempo, como Sammarai encerró a Hehemann y disparó un misil R-40, que fue balístico después de que Sammarai se vio obligado a realizar maniobras evasivas para evitar el misil de Hehemann. El misil de As-Sammarai dañó el motor izquierdo de Hehemann, pero su F-15 siguió siendo volable. Mientras tanto, Dietz se enfrentó a Awad, intentando dispararle varios misiles. Después de que los misiles de Dietz no dispararon tres veces, Awad logró obtener un bloqueo de radar en el F-15 de Dietz, poniéndolo a la defensiva. Dietz intentó desengancharse, dirigiéndose al este. Hehemann, aún comprometido con As-Sammarai, disparó otro misil en un intento por derribar al MiG iraquí, y luego se encontró encerrado por el Awad ahora desocupado. Hehemann evitó el misil de Awad con el uso de paja y bengalas. As-Sammarai y Awad se retiraron al oeste en un dispositivo de poscombustión completo, de vuelta a la Base Aérea de Tammuz.
Al mismo tiempo, "Xerex 31" regresaba del camión cisterna y había estado monitoreando la batalla aérea. Los pilotos, el teniente coronel Randy Bigum y el teniente primero Lynn Broome decidieron dirigir sus F-15 en un intento de interceptar los dos MiG-25. Sin embargo, un viento cruzado de gran altitud los obligó a cruzar Bagdad, que era el espacio aéreo más fuertemente defendido de Irak. Los dos fueron posteriormente bloqueados por artilleros iraquíes. Bigum admitiría más tarde que no notó la deriva porque él y su hombre de ala estaban decididos a anotar una muerte MiG. A pesar de esto, aún lograron bloquear el radar tanto en Sammarai como en Awad, y cada uno les disparó un misil. Ambos fallaron. Bigum lanzó un segundo misil a Awad, pero Awad aterrizó su avión antes de que llegara el misil. Bigum disparó de nuevo a as-Sammarai cuando se encontraba en su aproximación final al aterrizaje, pero Bigum perdió el bloqueo del radar cuando Sammarai aterrizó y el misil impactó el suelo a unos 10 pies (3 m) del extremo izquierdo del ala de Sammarai. Bigum y Broome abandonaron el área antes de que pudieran ser derribados por los SAM, que aún estaban dirigidos contra ellos.

## Resultado
La Fuerza Aérea Iraquí acreditó por primera vez a Sammarai una "posible" victoria que luego fue mejorada a "confirmada" después de que un contrabandista beduino descubrió los restos de un F-15 muy cerca de donde los radares iraquíes supuestamente habían perdido la pista de un F-15 en caída. el 30 de enero. Más tarde, los documentos del gobierno iraquí afirman que dos F-15 registrados como derribados en este compromiso. Sin embargo, no hay registro de que un F-15 haya sido derribado el 30 de enero en el área al oeste de Bagdad. No obstante, esto es probablemente lo más cerca que un F-15 ha estado a punto de ser derribado en un combate aire-aire.
La Operación Samurra fue la última operación ofensiva de la Fuerza Aérea Iraquí durante la Guerra del Golfo. A mediados de febrero, toda la actividad de la Fuerza Aérea Iraquí había cesado de manera efectiva cuando la Coalición completó su dominio sobre los cielos, y ni una sola ofensiva ofensiva se intentó durante la fase de guerra. La mayoría de los MiG-25 en el arsenal de Irak sobrevivieron a la guerra y continuaron sirviendo hasta la invasión de Irak en 2003 cuando fueron enterrados, momento en el cual permanecieron en diversos estados de aeronavegabilidad.
Dietz y Hehemann serían los pilotos de combate con la puntuación más alta de la Guerra del Golfo, con tres muertes por aire y aire al final de la guerra. Bigum y Broome terminaron la guerra sin muertes por aire y aire, y Samurra se convirtió en lo más cerca que podían estar.